# Distretto di Sankhaburi
Il distretto di Sankhaburi (in thailandese: สรรคบุรี) è un distretto (amphoe) della Thailandia, situato nella provincia di Chainat.